# Beatrice av Falkenburg
Beatrice av Falkenburg, född 1254, död 1277, var en engelsk prinsessa, gift 1269 med den engelska prinsen Rickard, 1:e earl av Cornwall.
Hon var dotter till den tyske greven Theodoric II av Falkenburg och Berta av Limburg. Rickard lärde känna henne under sin tid i Tyskland som tysk kandidatkung. Äktenskapet var inte politiskt arrangerat: han friade till henne helt enkelt för att han var attraherad av henne, och beskrivs som mycket förälskad i henne under äktenskapet. Rickard förde henne med sig till England när han lämnade Tyskland år 1269. Paret fick inga barn. Hon blev änka 1272 och levde sedan ett mycket tillbakadraget liv och hördes sällan av. Hon drev en arvsprocess mot sin styvson, som hon slutligen vann 1276, och kungen noteras ha gett henne gåvor.  